# Slag bij Andernach (876)
De slag bij Andernach vond plaats in 876 bij Andernach tussen de legers van Karel de Kale en Lodewijk III en was onderdeel van de opvolgingsstrijd na de dood van Lodewijk de Duitser. De slag werd door Lodewijk III gewonnen.

## Aanleiding en slag
Toen Lodewijk de Duitser in augustus 876 stierf wilde Karel de Kale de erfenis voor zich op strijken. De zoon van Lodewijk de Duitser, Lodewijk III, die Saksen en Franken in zijn bezit had, kwam hier echter tegen in opstand. Vlak bij Deutz werd Lodewijk over de Rijn heen gedwongen door het leger van Karel. Lodewijk zette zijn kamp op, op het eiland Andernach in de Rijn tussen Koblenz en Keulen. Karel voerde een verrassingsaanval uit maar deze werd afgeslagen. Lodewijk wachtte de cavalerie van Karel af die werd gehinderd door de regenval en hij wist uiteindelijk de overhand te krijgen en nadat de standaarddragers van Karel waren vermoord sloeg zijn leger op de vlucht. Lodewijk wist vier graven gevangen te nemen plus enkele schatten en uitrusting.